# عبد الله ماوي
عبد الله ماوي المطيري (من مواليد 28 نوفمبر 1995) هو لاعب كرة قدم كويتي محترف يلعب كلاعب خط وسط لنادي القادسية والمنتخب الكويتي، ظهر لأول مرة دوليًا في 15 أكتوبر 2018، في مباراة ودية ضد أستراليا، وفي 5 سبتمبر 2019، سجل هدفه الأول للكويت في مباراة تصفيات كأس العالم 2022 ضد نيبال.

## الأهداف الدولية
| #  | تاريخ         | مكان                                   | الخصم | نتيجة | حصيلة | مسابقة                 |
| -- | ------------- | -------------------------------------- | ----- | ----- | ----- | ---------------------- |
| 1. | 5 سبتمبر 2019 | ملعب نادي الكويت، مدينة الكويت، الكويت | نيبال | 4 –0  | 7-0   | تصفيات كأس العالم 2022 |

## روابط خارجية
- عبد الله ماوي على موقع ناشيونال فوتبول تيمز (الإنجليزية)
- عبد الله ماوي على موقع كووورة